# Mangobeat
 (février 2020).
Mangobeat est une startup française qui produit une enceinte passive et écologique pour smartphone.

## Historique
Mangobeat a été créé par Nidhal Douik en 2011.
En avril 2015, mangobeat reçoit une médaille d'argent au Concours Lépine international, puis deux autres médailles d'argent en 2017,, et une médaille de bronze en 2018.
En décembre 2019, mangobeat fait partie des 200 sociétés françaises, sélectionnées par la Confédération des petites et moyennes entreprises, à figurer sur le site noelpme.fr.

## Produit

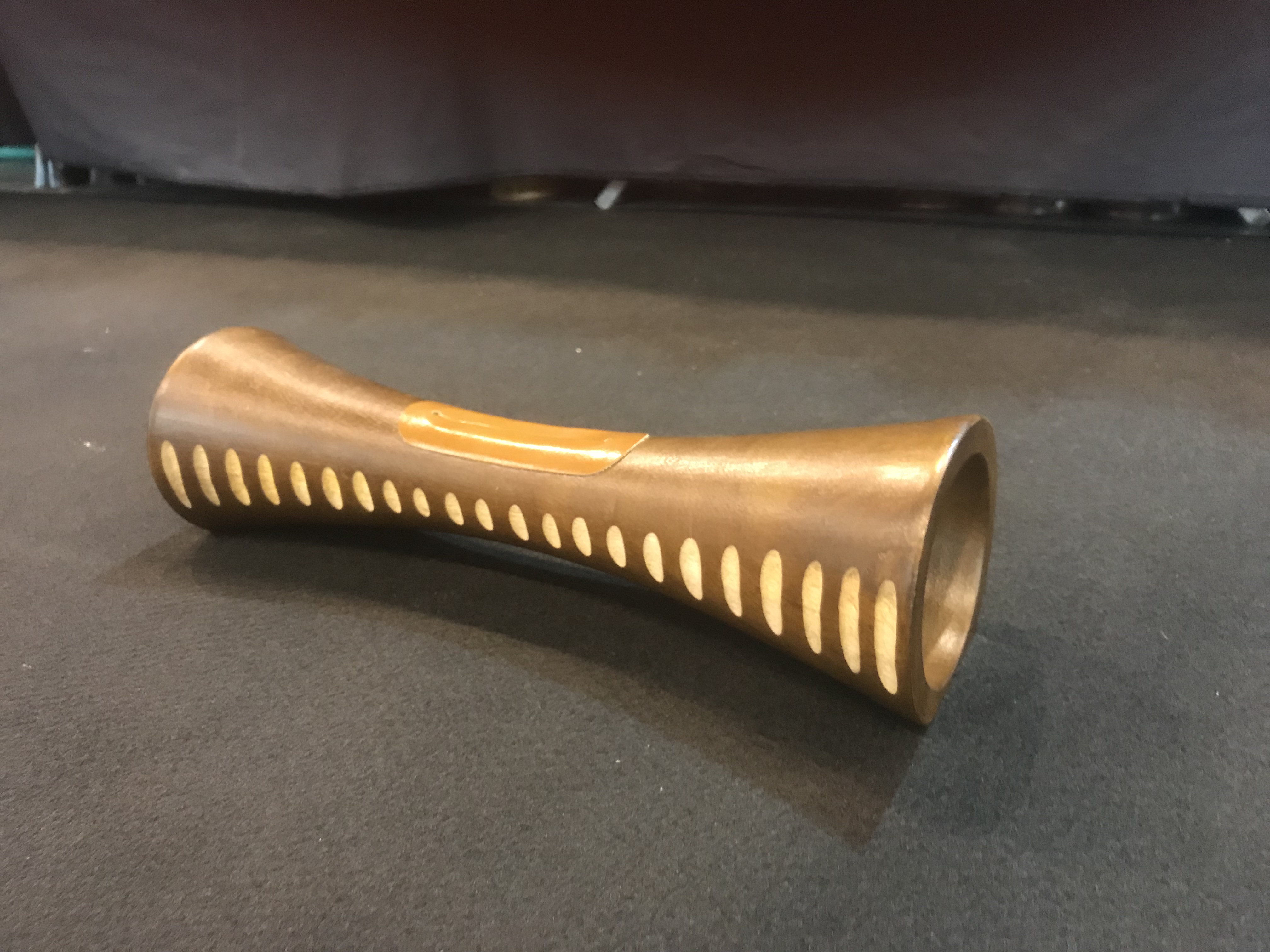
Enceinte mangobeat

Le mangobeat est une enceinte passive pour smartphone fonctionnant sans électricité ni batterie, taillée d'une seule pièce dans du bois de manguier de Thaïlande. L'enceinte comporte une fente en son centre permettant d'y introduire un smartphone ainsi que deux pavillons acoustiques aux extrémités. Le mangobeat permet d'amplifier le son de cinq à huit fois en fonction des modèles,.